# Carl Hofling
Charles (Carl) Emil Hofling, född 1804, död 1823, var en svensk konstnär.
Han var son till Salomon Hofling och Fredrica Eleonora Kugelberg. Hofling medverkade i Konstakademiens utställningar 1822 och postumt 1824 med utsikter och stämningslandskap från Stockholm utförda i olja, gouache eller akvarell. Hofling är representerad med målningen Eldsvådan på Blasieholmen 1822 vid Uppsala universitetsbibliotek. 